# مهرائيل
مهرائيل قديسة مسيحية مصرية من بلدة طموه التابعة لمحافظة الجيزة حاليا عاشت في عصر حكم الإمبراطور الرومانى ديوكلتيانوس في القرن الثالث الميلادي والذي اعطى تعليمات لجميع ولاته بإبادة المسيحيين في جميع أنحاء الإمبراطورية الرومانية واشتهر عنها النسك والقداسة والبتولية على الرغم من حداثة سنها وزارتها السيدة العذراء مريم و أليصابات في بيتها واخبرتها واخبرت والدها كاهن كنيسة القرية عن قداسة مهرائيل وبلغتها من انها سوف تنال اكليل الشهادة أمام وإلى انصنا واشتهر عنها شفاء الأمراض ثم اعترفت أمام الوالي بألوهية المسيح فحاول كثيرا أثناءها عن ذلك بعذابات كثيرة وتمسكت بالإيمان فوضعها في صندوق ملئ بالحيات والعقارب القاتلة وامر بالقاءها في نهر النيل ونالت اكليل الشهادة إلا أن الجنود الذين حملوا الصندوق اعادوها لقريتها ووالدها حسب وعد الله على لسان السيدة العذراء مريم واشتهر عن هذه القديسة شفاء الأمراض بشفاعتها واجابة الله كل شخص يطلب منه باسمها.